# Karang Endah (Kikim Timur)
Karang Endah is een bestuurslaag in het regentschap Lahat van de provincie Zuid-Sumatra, Indonesië. Karang Endah telt 461 inwoners (volkstelling 2010).